# Czardasz (muzyka)

Czardasz – muzyczna forma taneczna oparta na tańcu czardasz.
Taniec narodowy Węgier, zwykle w formie pieśni dwuczęściowej. Pierwsza część wolna, druga to taniec właściwy w szybkim tempie. Metrum parzyste 2/4. Rytm synkopowany.
Znane czardasze:
- Johann Strauss (syn) – Czardasz Klänge der Heimat na głos i orkiestrę op.214 1858
- Ferenc Liszt – Czardasz makabryczny S.224 1881 i Czardasz obsceniczny, S. 225 1884
- Ferenc Liszt – II Rapsodia węgierska cis-moll 1883
- Vittorio Monti – Czardasz